# Polska Misja Duszpasterska Trójcy Świętej w Chicago
Polska Misja Duszpasterska Trójcy Świętej w Chicago, (potocznie zwana Trójcowem), (ang. Holy Trinity Polish Mission) – duszpasterska misja rzymskokatolicka położona w Chicago w stanie Illinois, Stany Zjednoczone. Jest wieloetniczną misją w północno-zachodniej części Chicago, z mszą św. w języku polskim dla polskich imigrantów. Nadzór klerycki sprawuje Towarzystwo Chrystusowe dla Polonii Zagranicznej. Kościół został konsekrowany w 1909 roku i poświęcony Trójcy Świętej.

## Historia
Parafię św. Trójcy w Chicago utworzyli polscy imigranci, pochodzący, głównie z Wielkopolski, Śląska i Pomorza. Zbudowali oni, w 1869 roku, kościół św. Stanisława Kostki. Ponieważ kościół św. Stanisława nie mieścił napływającej ludności, w 1873 roku zbudowano, w pobliżu, kościół św. Trójcy, jako filę parafii św. Stanisława Kostki, nad którą, opiekę duszpasterską sprawowało Zgromadzenie Zmartwychwstańców. W 1876 roku kościół został zamknięty. Po roku, władze kościelne udzieliły pozwolenia na odprawianie mszy św., do czasu kanonicznego uregulowania statusu kościoła św. Trójcy. Jednak po śmierci ks. Mielcusznego, w 1881 kościół ponownie zamknięto. Po raz trzeci kościół otwarto w 1889 roku, ale tylko na kilka miesięcy. W 1893 roku utworzono odrębną parafię i powierzone ją księżom z Zakonu Kanoników Świętego Krzyża, odtąd zaczął się prawdziwy rozwój parafii św. Trójcy. Była to prężna parafia, skupiająca liczną Polonię, usytuowana w tzw. "Trójkącie Polskim". W 1975 roku, parafię opuścili księża z Zakonu Kanoników Świętego Krzyża. Od tej pory, do 1986 roku, parafia należała do Zgromadzenia Zmartwychwstańców. Księża Zmartwychwstańcy odeszli z parafii w 1986 roku, i parafii groziło zamknięcie.
"Trójcowo" odrodziło się ponownie w 1987 roku, za sprawą kardynała Josepha Bernardina, który utworzył w tym kościele Polską Misję Duszpasterską Trójcy Świętej. Duszpasterstwo w tej misji zostało powierzone księżom z Towarzystwa Chrystusowego dla Polonii Zagranicznej. Od tej pory kościół św. Trójcy stał się „Katedrą” Polonii chicagowskiej. Wielką pomoc dla parafii ofiaruje, od 1989 roku, Zgromadzenie Sióstr Misjonarek Chrystusa Króla dla Polonii Zagranicznej. 

## Wspólnoty i grupy parafialne[1]
- Schola Dziecięca "Dzieci Pana Boga"
- Rycerze Miłosierdzia Bożego
- Koła Żywego Różańca
- Róża Dziecięca
- Wspólnota Modlitewna "Jezus Z Nami"
- Wspólnota Młodzieży Młodszej
- Ruch Domowego Kościoła
- Ruch Krzewienia Duchowej Adopcji
- Krucjata Wyzwolenia Człowieka
- Towarzystwo Świętego Józefa
- Polonijna Orkiestra Dęta "Trójcowo"
- Zespół Pieśni i Tańca "Lajkonik"
- Rada Kontraktorów
- Stowarzyszenie Samopomocy Nowej Emigracji
- Anawim

## Szkoły
- Polska Szkoła Sobotnia